# Tell Fukhar
Tell Fukhar (tiếng Ả Rập: تل فخار) là một ngôi làng Syria nằm ở Abu al-Duhur Nahiyah ở huyện Idlib, Idlib. Theo Cục Thống kê Trung ương Syria (CBS), Tell Fukhar có dân số 1017 trong cuộc điều tra dân số năm 2004.